# Деммин
Демми́н (нем. Demmin) — город в Германии, районный центр, ганзейский город, расположен в земле Мекленбург-Передняя Померания.
Входит в состав района Мекленбургское Поозёрье. Население составляет 10 395 человек (на 31 декабря 2022 года). Занимает площадь 81,56 км². Город подразделяется на 11 городских районов. Официальный код — 13 0 52 018.

## Соседние города и деревни
К северу от города находятся Носсендорф и Лёц, на востоке — Клетцин, Зиденбрюнцов и Утцедель, на юге — Бегеров, Боррентин и Шёнфельд, а на западе — Варренцин.

### Другие населённые пункты
Следующие деревни также относятся к Деммину: Девен, Дрённевиц, Эрдмансхёэ, Карлсхоф, Линденфельде, Рандов, Зеедорф (включён 1 апреля 1942 года), Зибенайхен, Форверк, Вальдберг, Вольдефорст и Вотеник (включён 1 июня 2004 года).
| Деревни        | 12/2012 | 6/2013 |
| -------------- | ------- | ------ |
| Девен          | 38      | 38     |
| Дрённевиц      | 218     | 215    |
| Эрдмансхёэ     | 13      | 13     |
| Карлсхоф       | 14      | 11     |
| Линденфельде   | 65      | 66     |
| Рандов         | 104     | 98     |
| Зеедорф        | 93      | 91     |
| Зибенайхен     | 12      | 13     |
| Форверк        | 417     | 414    |
| Вальдберг      | 22      | 19     |
| Вольдефорст    | 1       | 2      |
| Вотеник        | 210     | 211    |
| Деммин (всего) | 11,650  | 11.574 |

## География
Деммин находится на Западной померанской равнине при слиянии рек Пене, Толлензе и Требель. К озеру Куммеровер-Зе и Щецинский залив можно добраться на лодке по реке Пене, а в Нойбранденбург через Альтентрептов по авто и велосипедным дорогам. Площадь слияний Толлензе и Требель с Пене называется «Земля трёх потоков».
К северу от Деммина находятся леса Дрозедова и Уолдефорста (приблизительно 174 га). Здесь также находится заповедник Кронвальд (103 га). На западе, на левом берегу Пене, находится лесной массив Девенер Хольц, а на левом берегу — Ворверкер Свитцзерланд. К востоку от города находятся сосновый лес Сандберг, а на юго-востоке лес Ворверк.

## Название
Название может происходить от славянского термина timänie — «болотистая местность». Другим возможным происхождением для названия Деммин может быть от старого полабского дым (множественное число: дымы), ссылаясь на очистку земель путём сжигания леса, чтобы сделать возможным заселение. В 1075 году Адам Бременский написал о битве близ замка в Димине. В ходе истории название изменилось, и источники ссылаются на Дымин или Димин, латинизированного на Диминиум и Деммин, и уже с 1320 года город известен под его нынешним названием Деммин.
Существует версия, основанная на немецком предании: две принцессы, которые построили «Дом Деммин» поклялись себе «Этот дом тебе и мне» (с нижненемецкого «Dat Hus is din und min»). Из этой фразы произошло название крепости и города.

## История

### Ранняя история
Ещё в 5500—4900 годах до н. э. неолитическая линейная культура керамики распространилась с Востока и от реки Одер в восточную область Деммина. Великие дольмены около Упоста классифицируются как восточные великие дольмены. В качестве свидетельства культуры «Воронкобойника» 119 мегалитов располагаются вокруг Деммина. Из них 56 частично сохранены. Большинство из этих сооружений дольмены, которых насчитывается 37. Тот факт, что сохранилось ещё 6 простых дольменов, превращает Деммин и его окрестности в один из тех регионов, в которых были построены такие сооружения. Более поздний период характеризуется 12 сохранившимися в районе Деммина курганами и каменными котловинами.

### Саксонские войны
Славянские поселения велетов в лесах, окружающих Деммин, можно проследить до XVIII века. В 789 году, во время саксонских войн Карл Великий привёл свои войска к реке Пене, против велетов, которые были союзниками саксов. Драговит, король велетов обратился к Карлу Великому и поклялся в верности. Регион очень подходил для создания укреплённых поселений из-за его местоположения на пересечении речных и торговых дорог. Во время борьбы между велетами и франками был построен пограничный замок лютичей на заре X века. Этот замок позже назовут «Дом Деммин». Он контролировал восточные районы черезпенян, территории, которые тянулась до Гюстрова на западе. Главная крепость была построена на Тетеровском озере.

### Средневековье

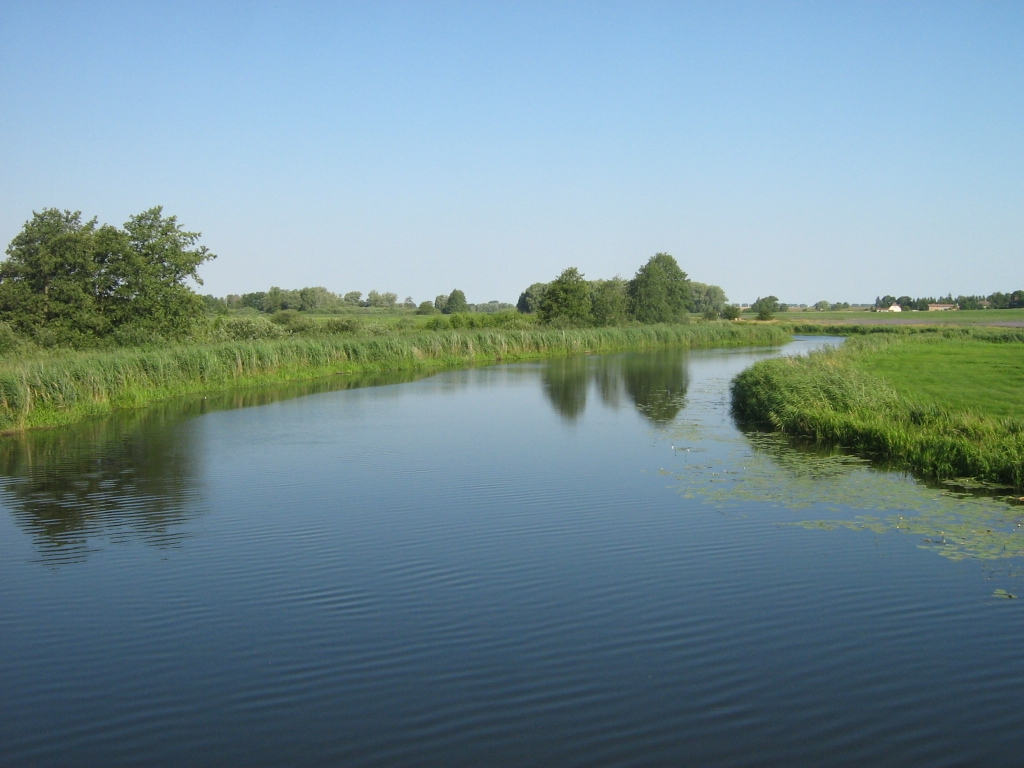
Река Требель
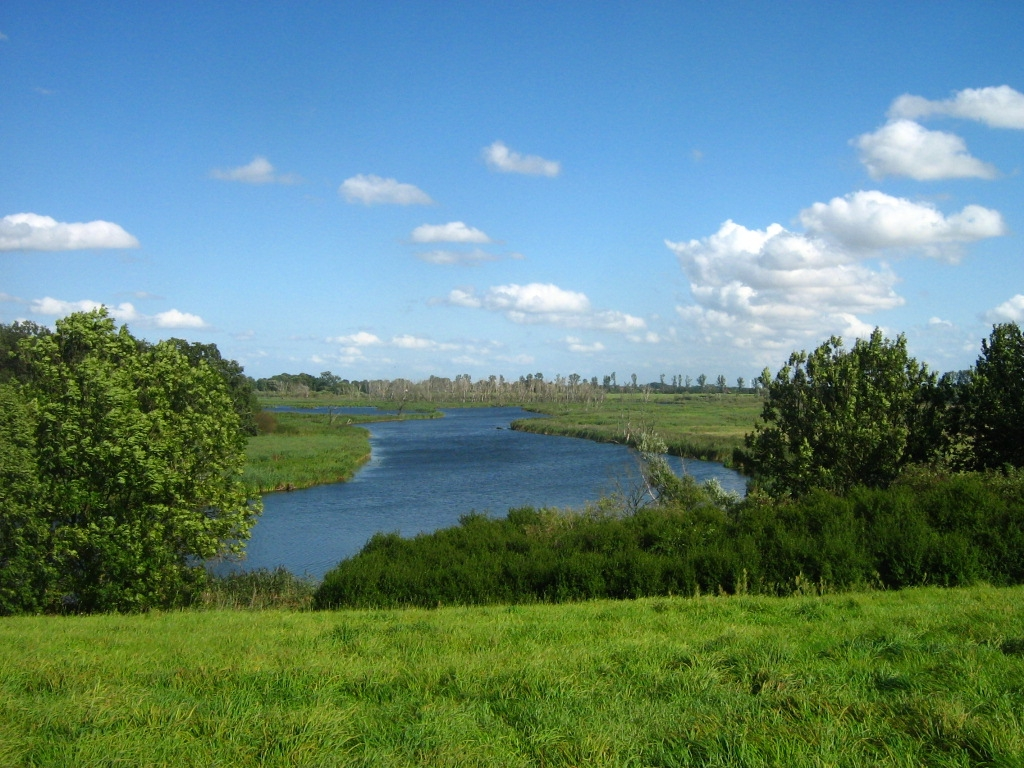
Река Пене
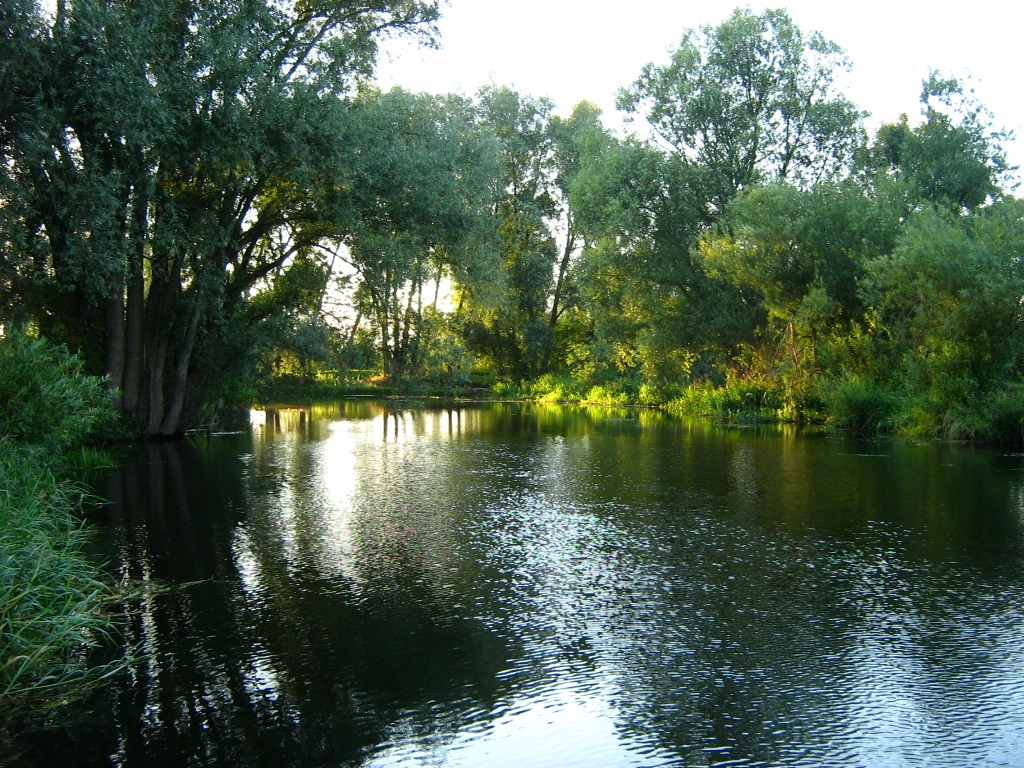
Река Толлензе
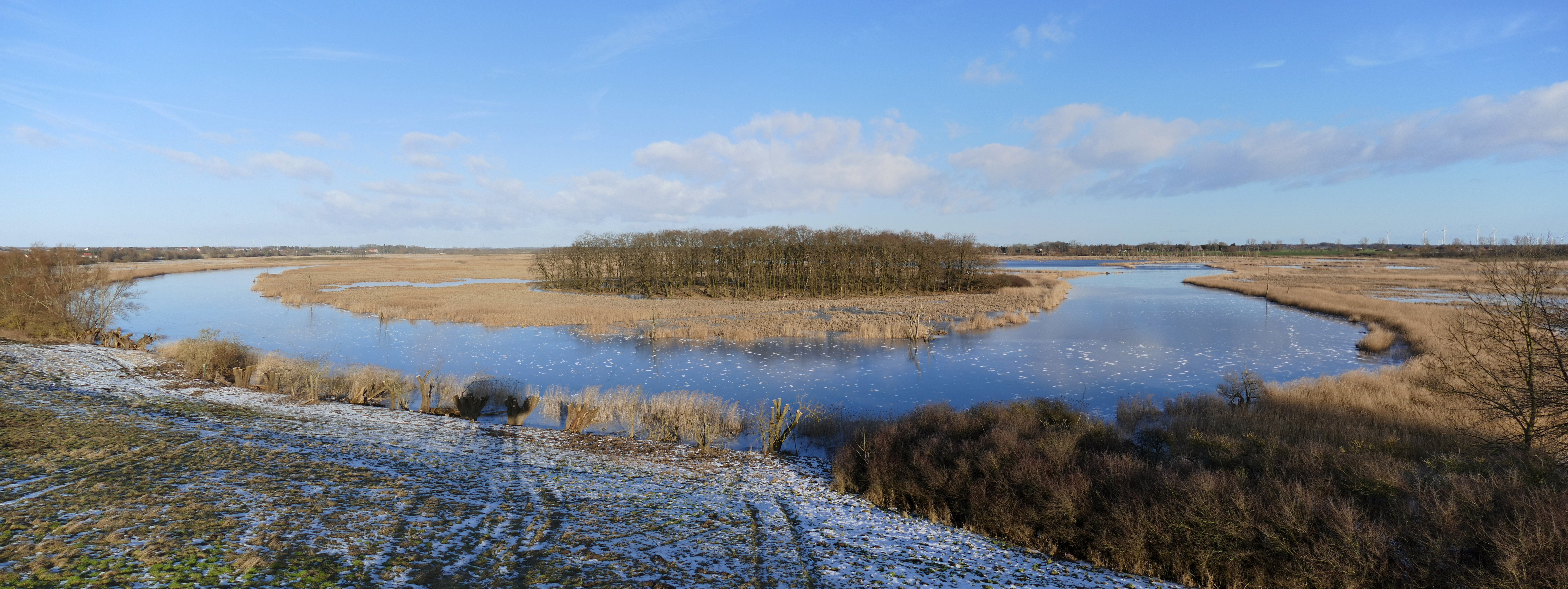
Петля реки Пене около Рандова

В средние века Деммин был оплотом западнославянских народов. Из-за своей стратегической важности город Деммин подвергался частым нападениям и уничтожению вместе с Ворверком. Саксонская армия безуспешно осадила поселение во время Крестового похода против славян 1147 года. Тем не менее вооруженные конфликты со своими соседями и вторжения из Германии и Дании сильно опустошили город и окрестности. К 1230 году земли черезпенян были окончательно разделены между Мекленбургом и Померанией, Деммин оказался на стороне Померании, после чего становится резиденцией поморских князей (часть герцогства Померания-Деммин).
Как и в большинстве районов Померании и больших ганзейских городах побережья, так и в Деммине и прилегающих к нему районах сельской местности, преобладало сельское хозяйство, несмотря на то, что Деммин был членом Ганзы из-за рек соединявших эту область с Балтийским побережьем.
Во время Тридцатилетней войны, с 1627 до 1630 года, сначала Деммин был оккупирован имперскими силами, а затем шведскими войсками.
С 1648 по 1720 годы, как и вся Шведская Померания, управлялся из Стокгольма. После Великой Северной войны (1700—1721) решением стокгольмского мирного договора (1720) передан прусской короне.

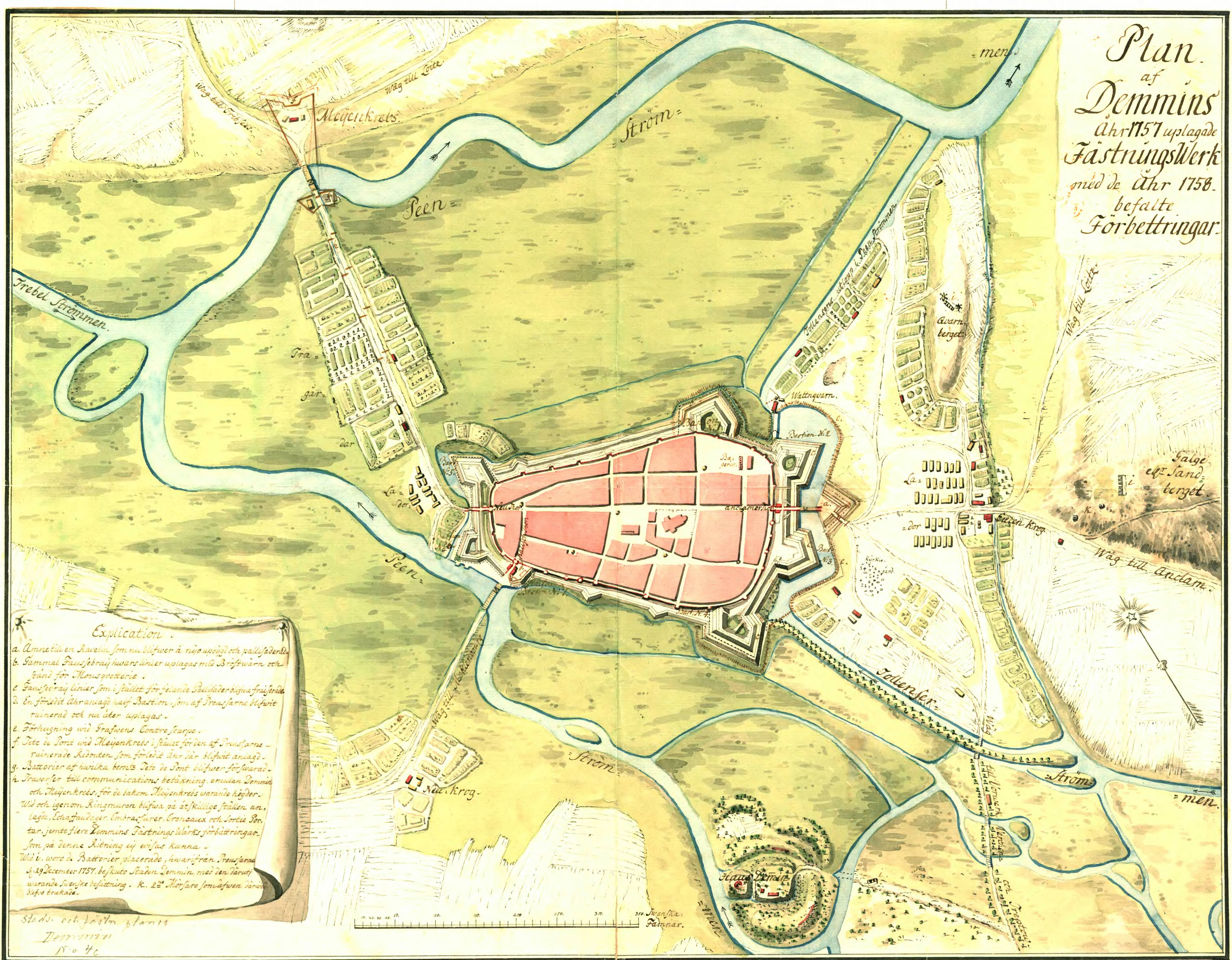
Картa города Деммин в 1758 году
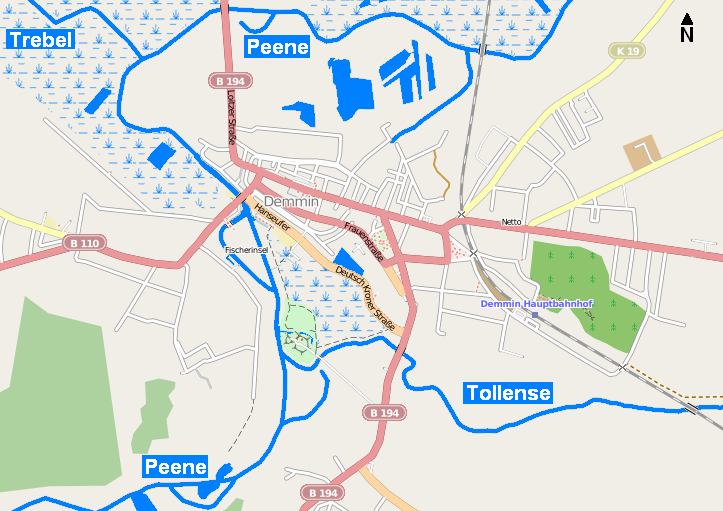
План города с реками Пене, Толлензе и Требель

### В XX веке
В Веймарской республике Деммин был оплотом националистических организаций НННП и Штальхельм. Ещё до 1933 года горожане Деммина бойкотировали еврейские предприятия, что привело к изгнанию большой части евреев из города, а местная синагога была продана в июне 1938 года мебельной компании, поэтому она сохранилась сегодня как историческое здание. На последних свободных национальных выборах в Рейхстаг 5 марта 1933 года Национал-социалистическая партия получила 53,7 % голосов в Деммине. 11 ноября 1938 года тысячи людей собрались на площади для проведения антисемитской демонстрации.
В 1945 году население Деммина составляло 15—16 тысяч человек, также в городе находились беженцы из Восточной Померании, Восточной Пруссии и Западной Пруссии. В конце апреля, с приближением восточного фронта к городу, из города эвакуировались нацистские руководители, госпиталь, полицейские. 30 апреля последние части вермахта и СС были вытеснены из пригородов, а уходя из Деммина они подорвали все мосты ведущие из города, для замедления наступления советской армии. Город был взят войсками 2-го Белорусского фронта 1 мая 1945 года.
Невозможность эвакуации из-за взорванных мостов, вместе с ранее проводившейся нацистской пропагандой изображавшей жестокость советских солдат, привели к массовой панике. Многие жители города и беженцы в страхе совершали самоубийства, в том числе целыми семьями. По неподтвержденным данным Флориана Хубера, пик самоубийств пришёлся на 2 мая. Сообщалось, что люди использовали всё, что годилось чтобы покончить с собой: огнестрельное оружие, бритвенные лезвия, яды, некоторые вешались, многие топились в реках Пене и Толлензе. Некоторые женщины предварительно убивали своих детей. Некоторым не удавалось совершить самоубийство с первого раза, в частности, имеются свидетельства, что советские солдаты доставали людей из воды, препятствовали повешению и вскрытию вен.
Многие покончившие с собой были массово захоронены на кладбище Св. Варфоломея. По данным Гизелы Циммер там похоронено более 900 человек, имеется список 500 из них. Тела погибших извлекали из рек в течение ещё нескольких недель. По оценкам Норберта Буске, приводимых в разных СМИ, погибло от 700 до 1200 человек.
Большая часть исторического внутреннего города, особенно центра города вокруг рыночной площади, сгорела в конце войны. Таким образом, на Фрауэнштрассе остались только два дома. В ГДР Деммин был в значительной степени перестроен и оставался уездным округом одноименного района, который входил с 1952 по 3 октября 1990 года в район Нойбранденбург.
Из-за демонстративного членства Деммина в Ганзейском союзе, город в 1992 году присоединился к Ганзейскому союзу современности. С 21 января 1994 года город снова имеет дополнительное название «Ганзейский город».
С 1991 года центр города и церковь были полностью отремонтированы в рамках программы городского развития. В 1995 году разрушенная войной ратуша была перестроена в старом стиле, а городской рынок в историческом стиле.
| Год  | Население | Лютеране | Католики | Другие христиане | Евреи |
| ---- | --------- | -------- | -------- | ---------------- | ----- |
| 1740 | 1.773     | —        | —        | —                | 0     |
| 1782 | 2.229     | —        | —        | —                | 0     |
| 1794 | 2.586     | —        | —        | —                | 0     |
| 1812 | 3.843     | 3.804    | 39       | —                | 0     |
| 1816 | 3.915     | 3.890    | 25       | —                | 0     |
| 1831 | 4.923     | 4.867    | 20       | —                | 36    |
| 1843 | 6.825     | 6.714    | 12       | —                | 99    |
| 1852 | 7.757     | 7.633    | 38       | —                | 86    |
| 1861 | 8.016     | 7.833    | 91       | —                | 92    |
| 1875 | 9.784     | —        | —        | —                | -     |
| 1880 | 10.507    | —        | 293      | —                | 103   |
| 1890 | 10.852    | 10.370   | 322      | —                | 60    |
| 1900 | 12.079    | —        | 294      | —                | -     |
| 1901 | 12.452    | —        | —        | —                | -     |
| 1905 | 12.536    | —        | —        | —                | -     |
| 1925 | 12.787    | 12.254   | 416      | 19               | 27    |
| 1933 | 14.292    | 13.779   | 377      | 3                | 8     |
| 1939 | 15.534    | 14.297   | 608      | 13               | 3     |
| 1950 | 17.715    | —        | —        | —                | -     |
| 1971 | 17.149    | —        | —        | —                | -     |
| 1981 | 17.181    | —        | —        | —                | -     |
| 1988 | 16.723    | —        | —        | —                | -     |
| 1990 | 16.094    | —        | —        | —                | -     |
| 2000 | 13.529    | —        | —        | —                | -     |
| 2011 | 11.756    | 2.313    | 307      | —                | -     |
| 2013 | 11.574    | —        | —        | —                | -     |
| 2015 | 11.269    | —        | —        | —                | -     |

## Галерея

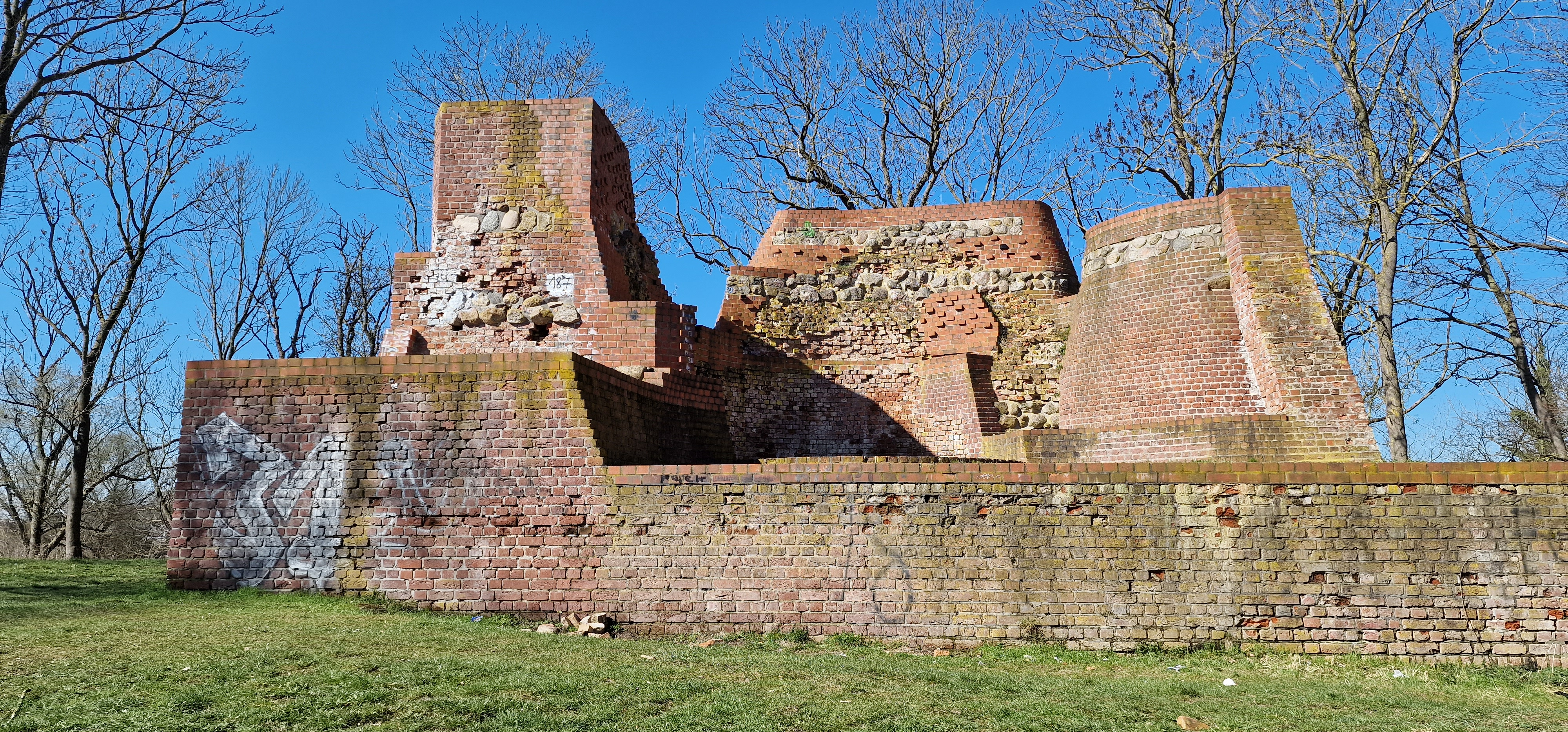
Руины «Дом Деммин»
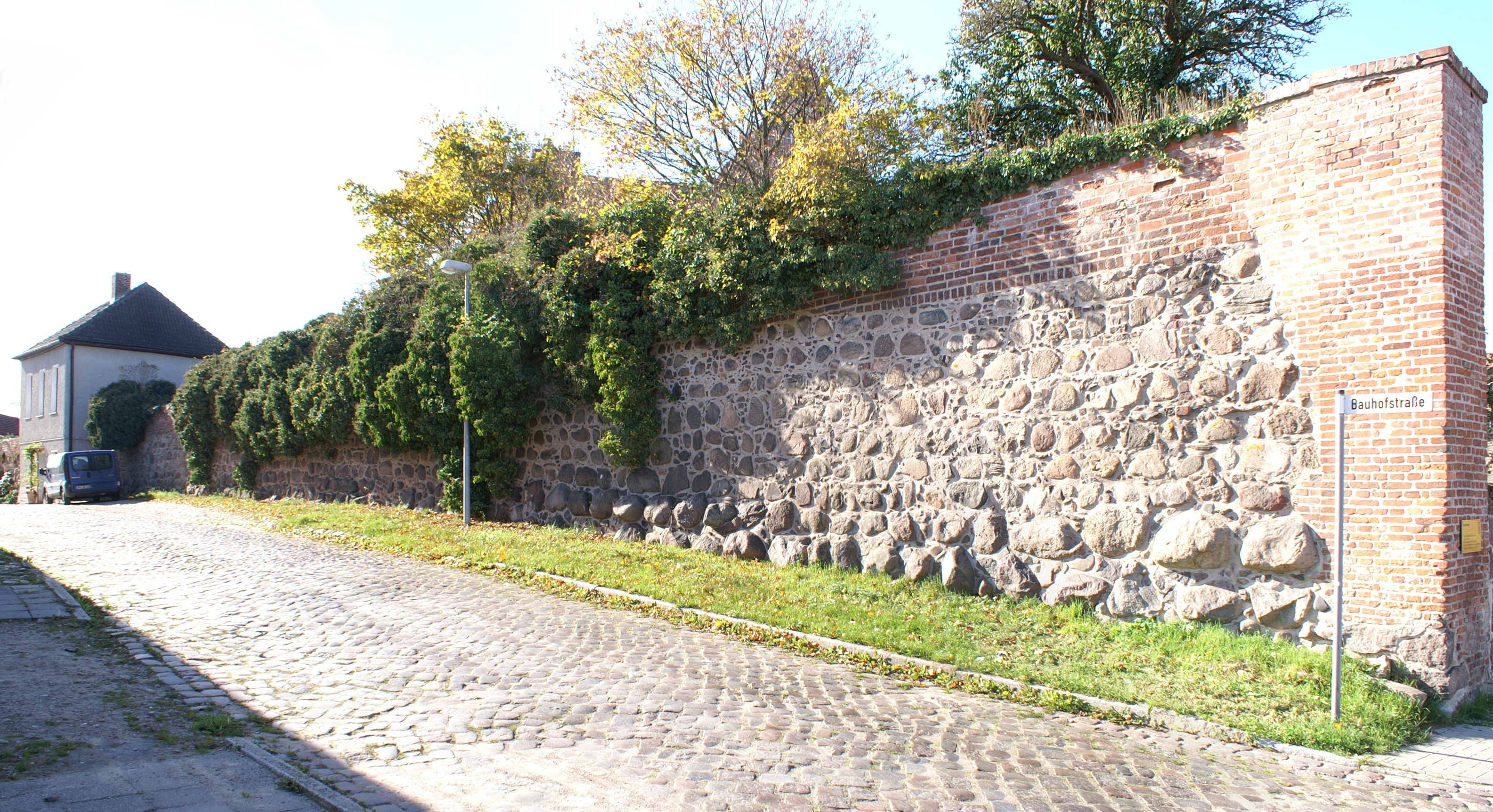
Останки городской стены
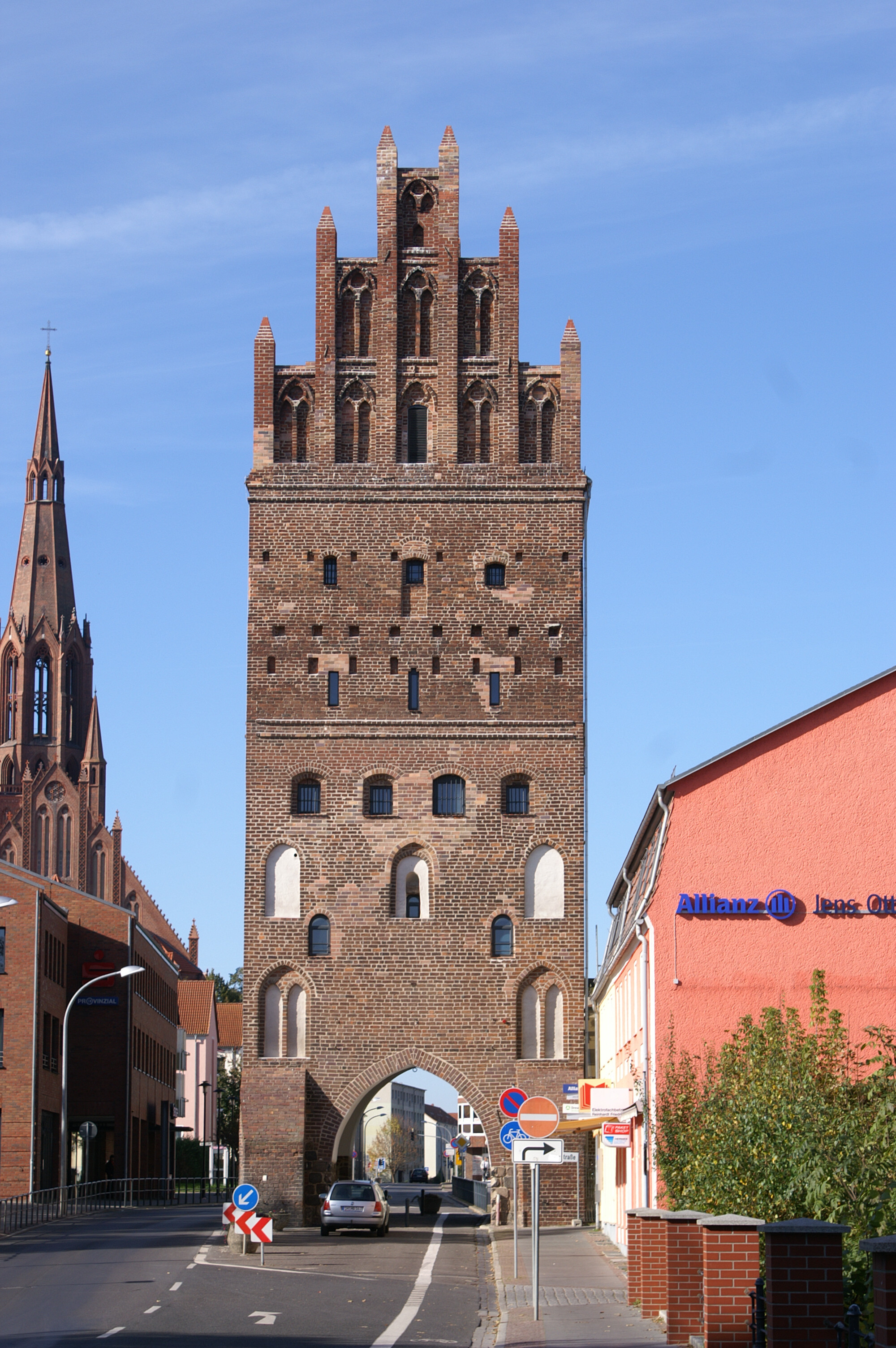
Городские ворота
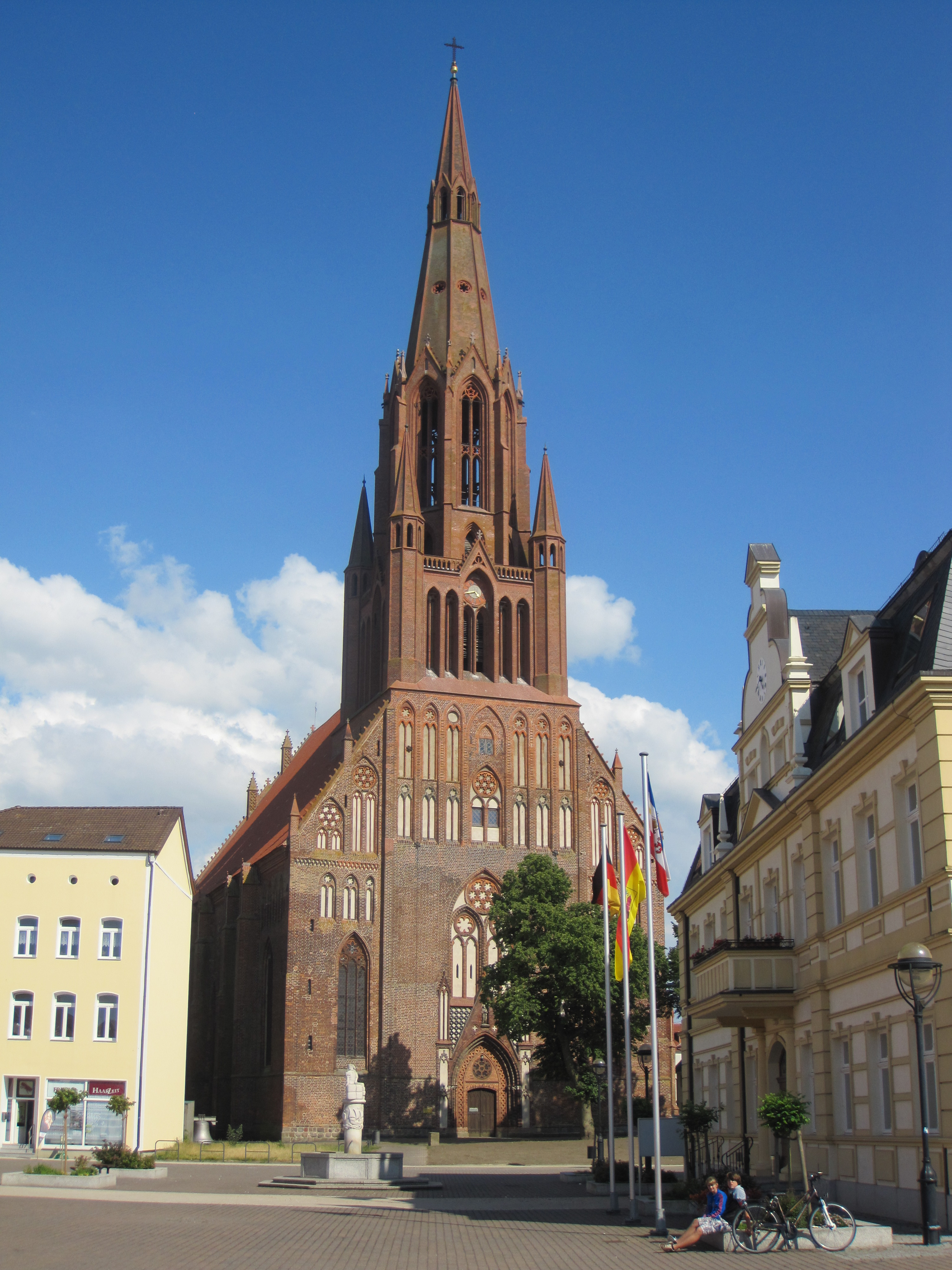
Церковь Св. Варфоломея
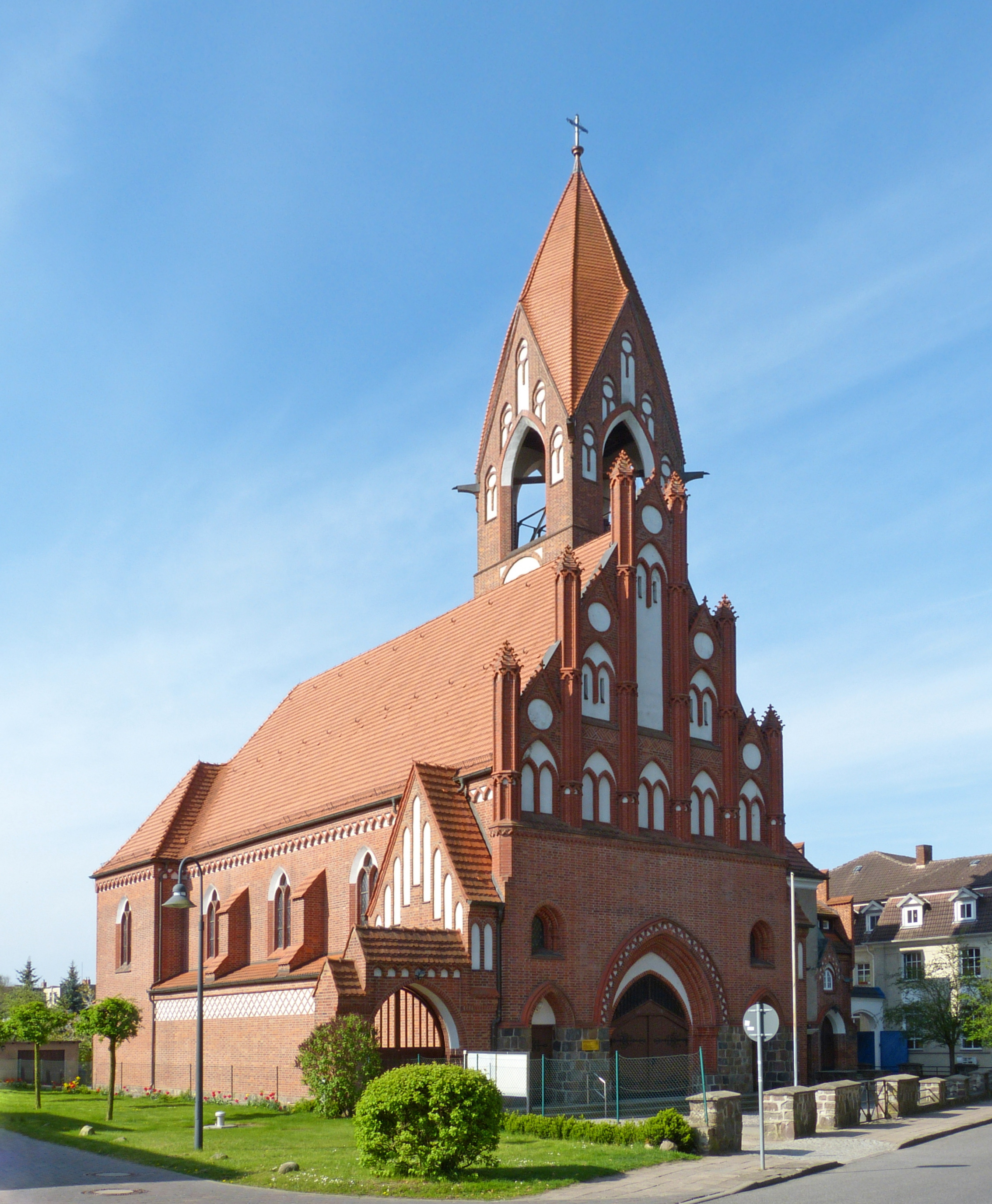
Церковь Св. Девы Марии
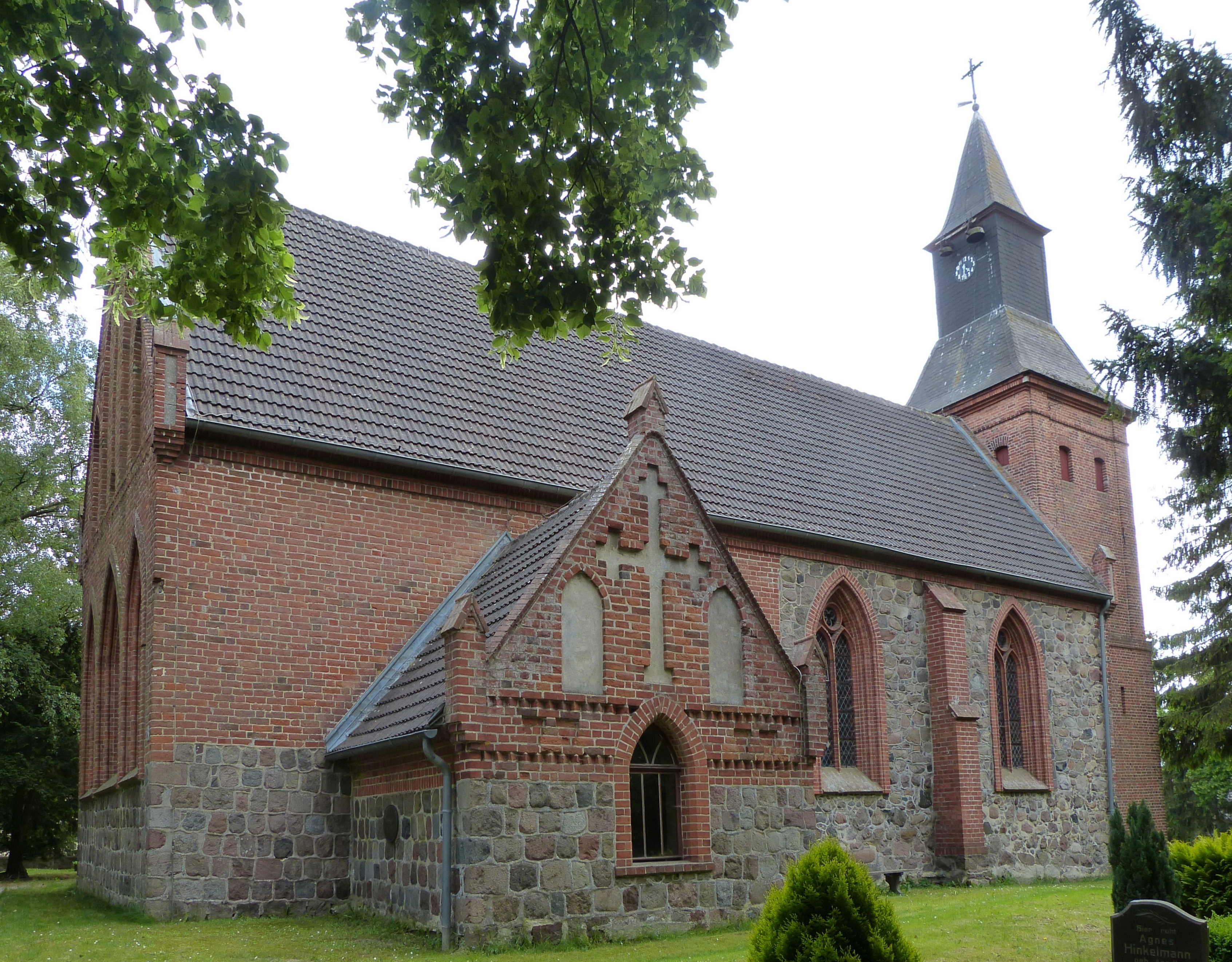
Церковь Св. Николая (Вотеник)
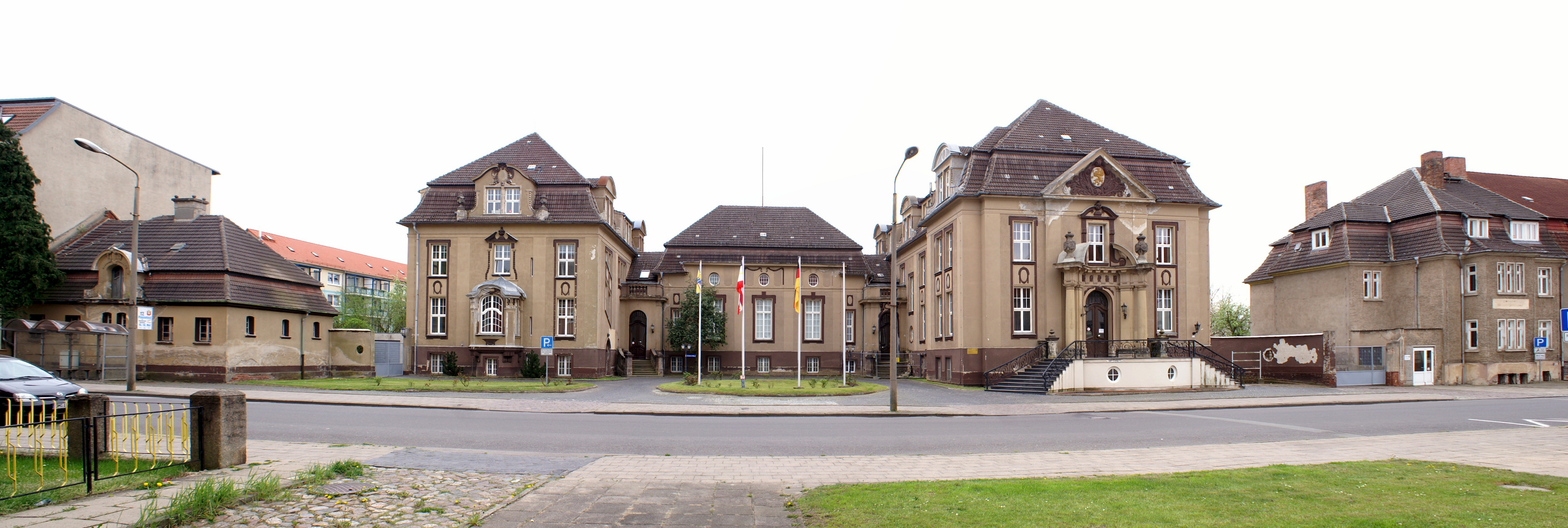
Районное управление
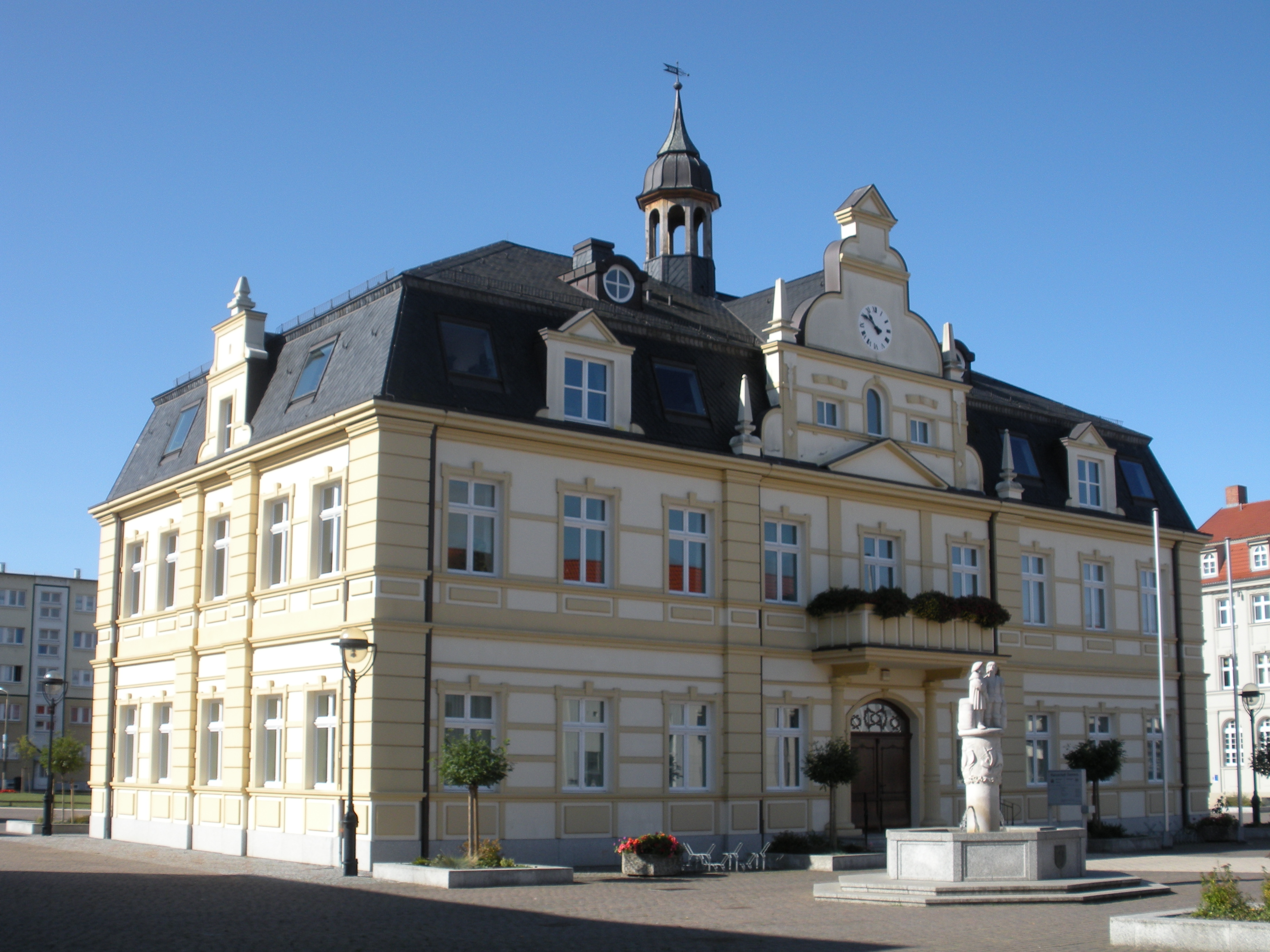
Ратуша Деммина
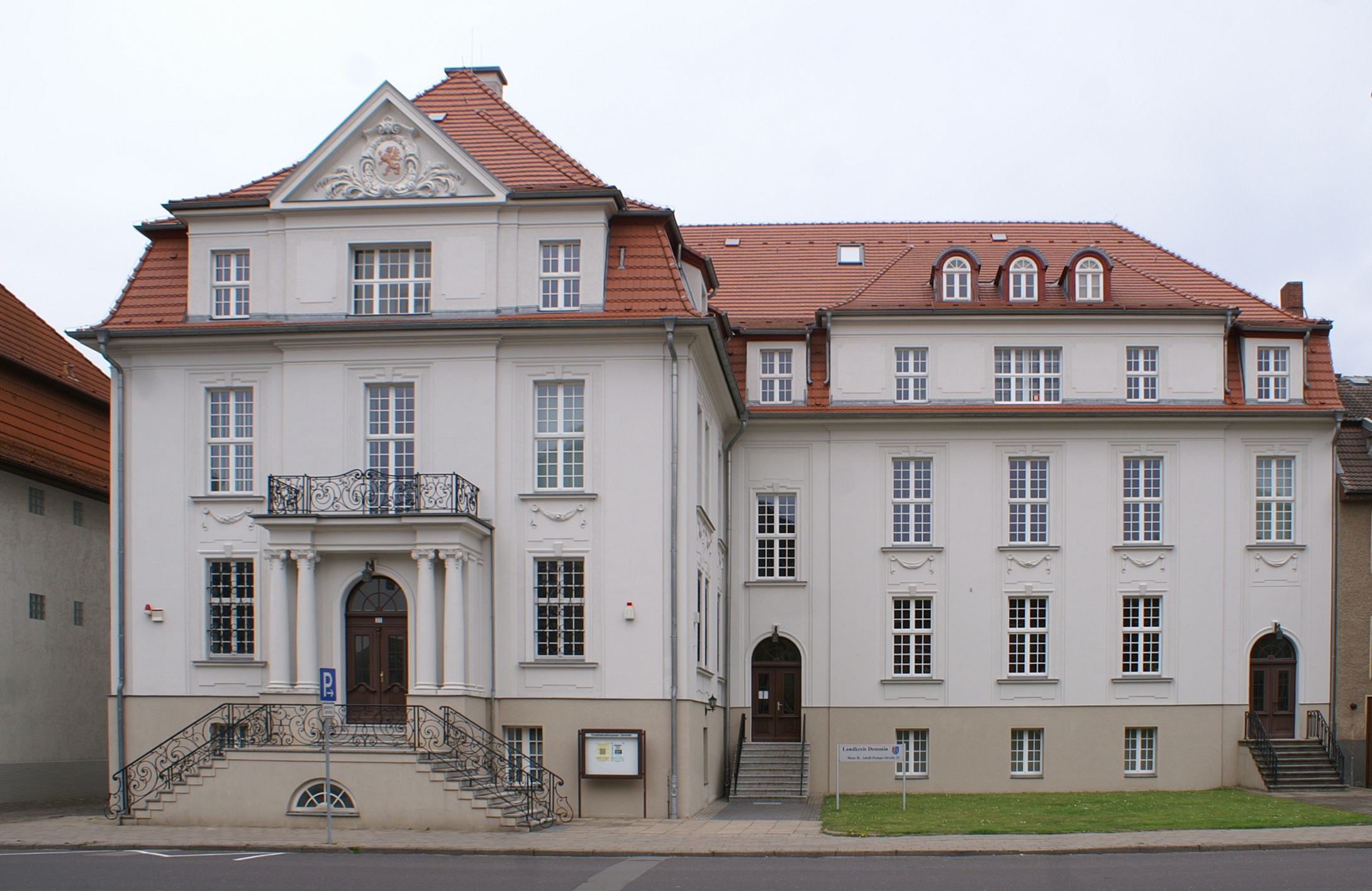
Бывшая сберкасса
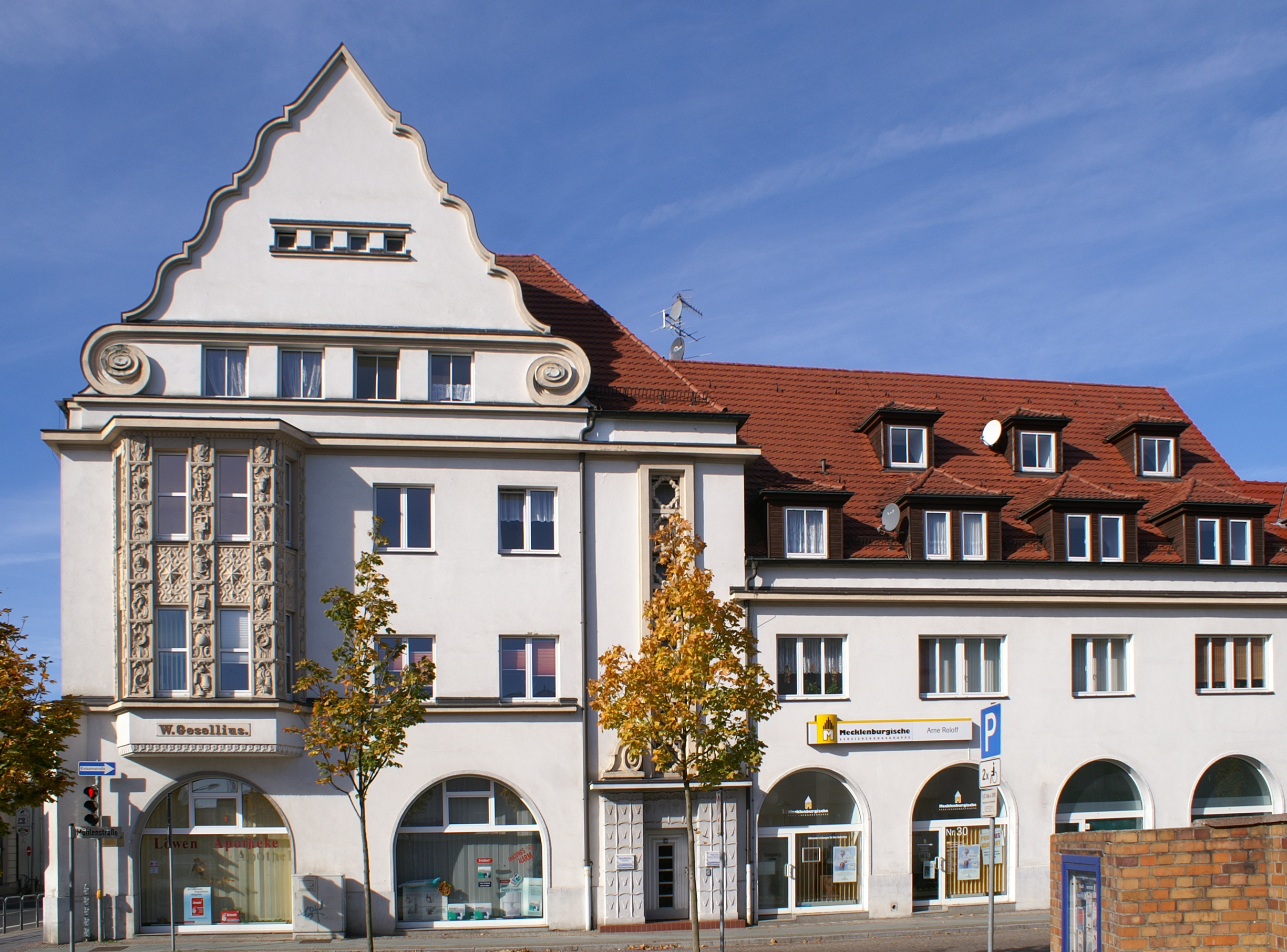
Гезеллиусхаус
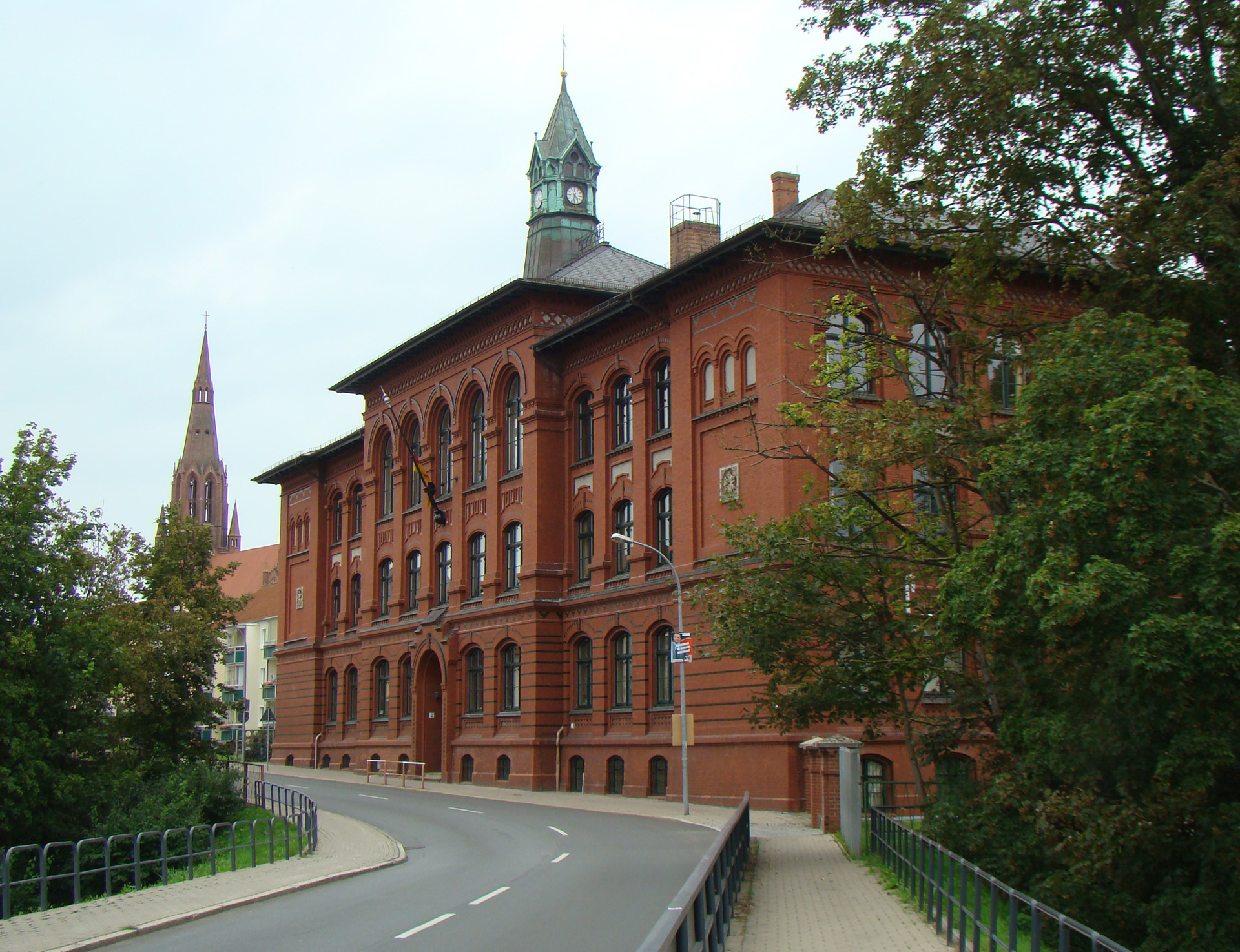
Школа
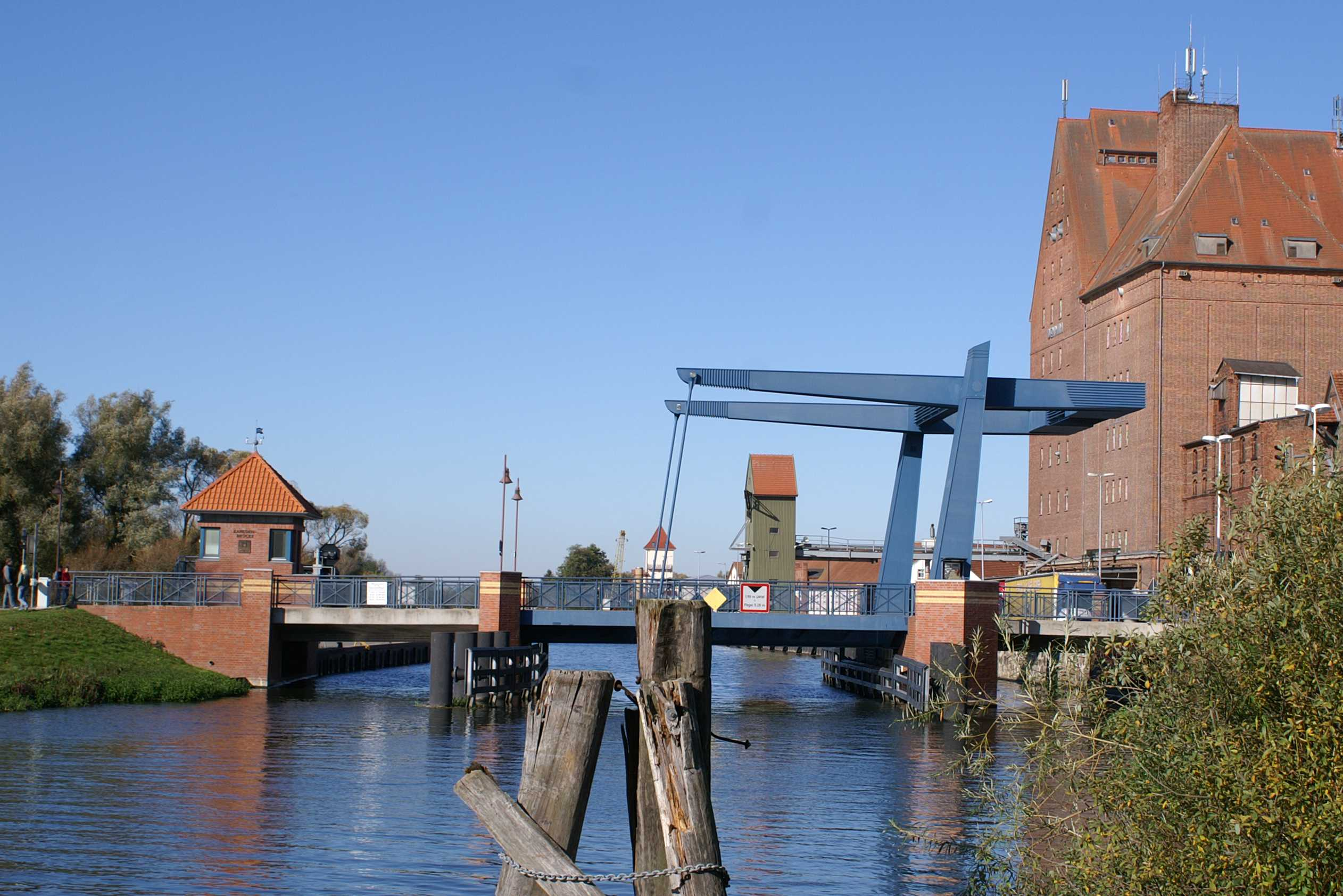
Калденский мост
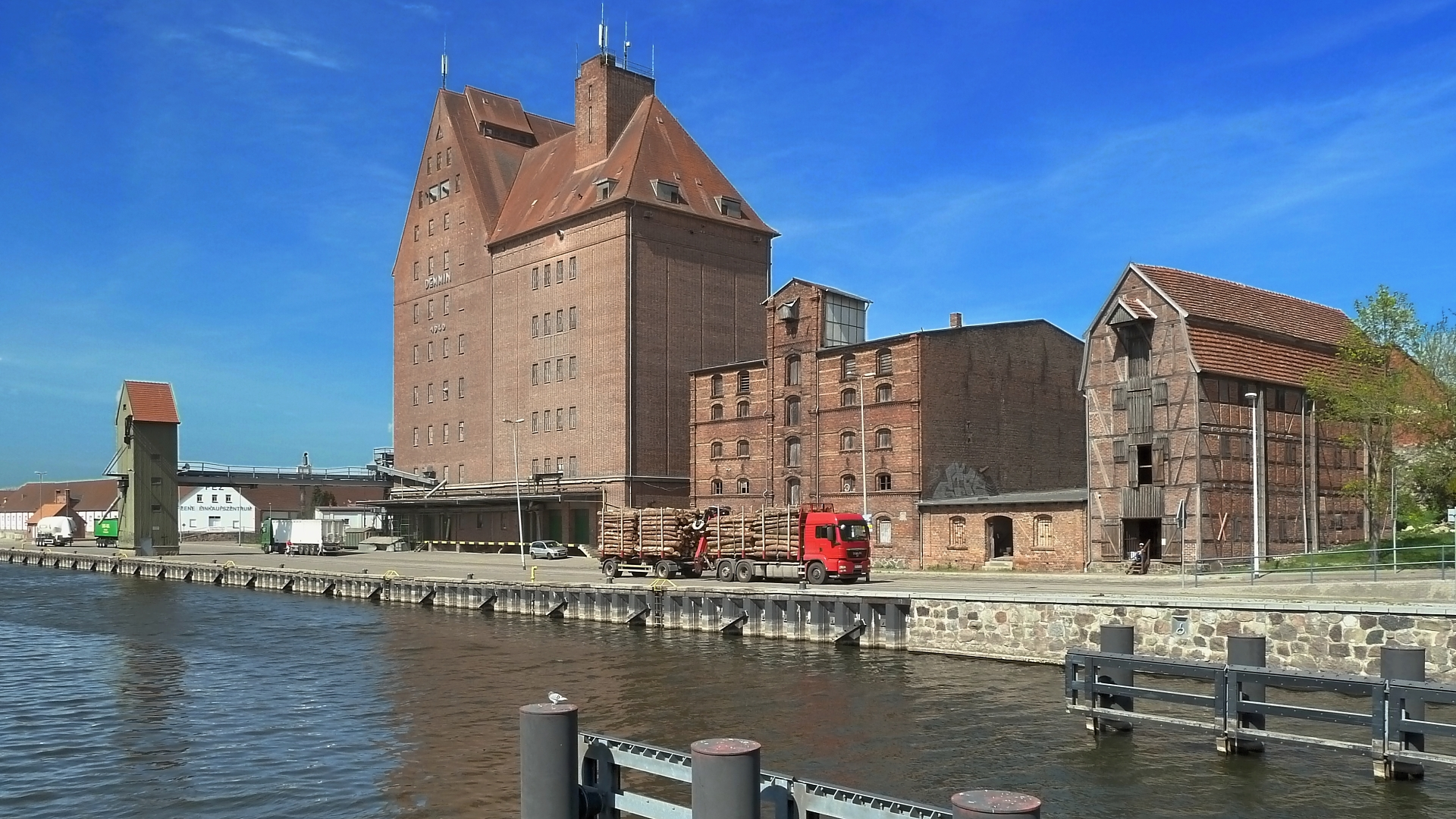
Речной порт и склады
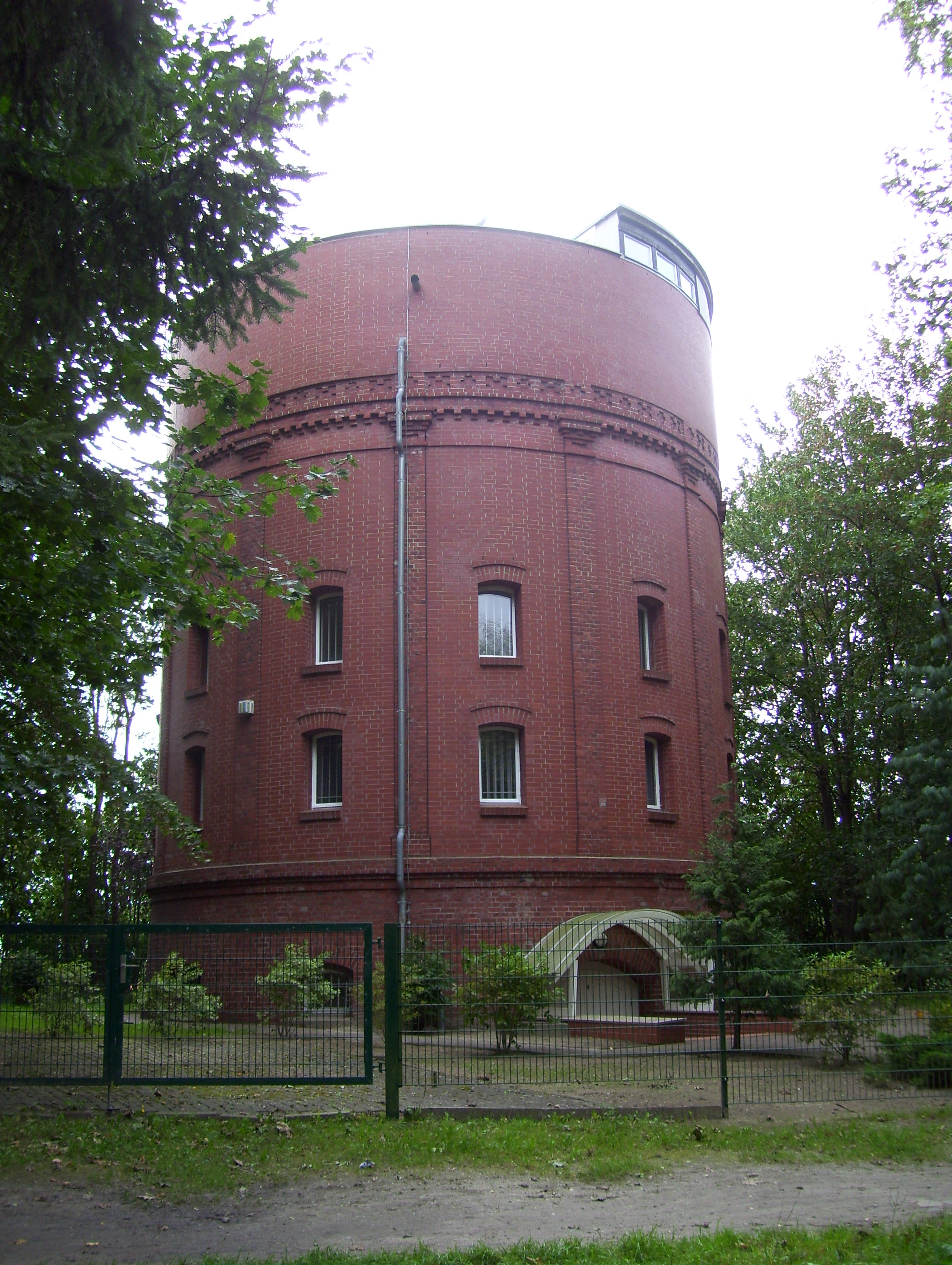
Водонапорная башня
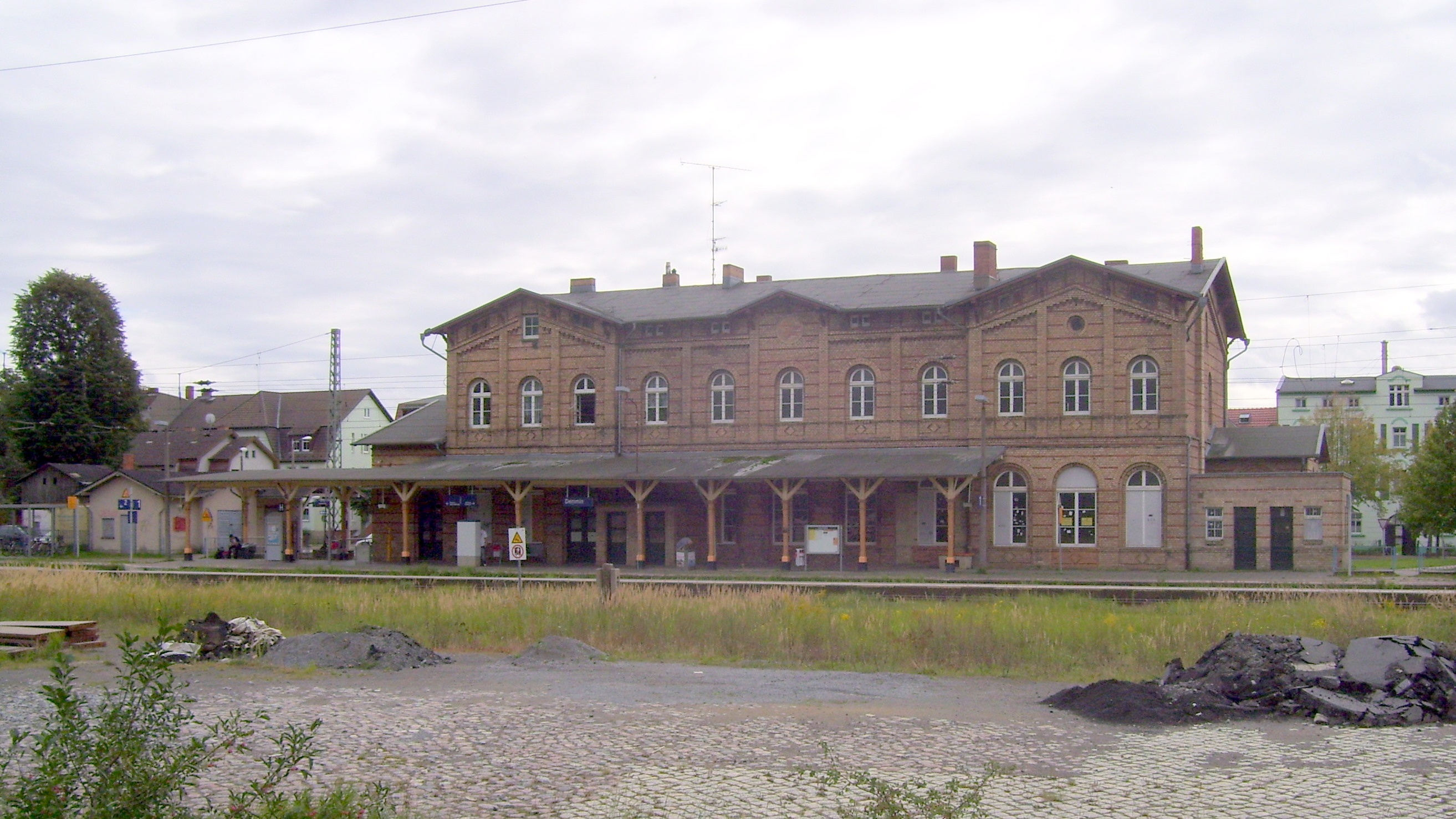
Городской вокзал